# 瓜希拉市

瓜希拉市（西班牙語：Municipio Guajira），是委內瑞拉的一個市，位於該國西北部蘇利亞州，首府設於錫納邁卡，始建於1989年，面積2,369平方公里，2011年人口65,545，人口密度每平方公里27.67人。